# 木曜ドラマ (読売テレビ)
『木曜ドラマ』（もくようドラマ）は、2013年4月4日から読売テレビの制作により、日本テレビ系列で毎週木曜日の『プラチナイト』枠で放送されている連続ドラマ枠。ステレオ放送、字幕放送、連動データ放送を実施している。
番組開始から2017年9月までは『木曜ドラマ』、同年10月から2021年3月までは『木曜ドラマF』、2021年4月から2022年3月までは『モクドラF』として放送されており、2022年4月には再度『木曜ドラマ』に戻された。

## 概要
2011年4月から2013年3月まで放送され、ミステリーに特化していた『木曜ミステリーシアター』から改題・リニューアルされ、2011年3月まで放送されていた『木曜ナイトドラマ』と同じように一般的な作品も放送されると共に放送時間も拡大される。この改編により『プラチナイト』枠に1年ぶりに組み込まれることになった。
前身の『木曜ナイトドラマ』『木曜ミステリーシアター』から引き続き、毎年冬クールの作品は吉本興業所属タレントが主演するドラマが2017年まで制作されており、本枠からは吉本興業が直接制作を担当するようになった。2018年以降の作品では主演作品はなくなったものの、吉本所属タレントがメインキャストに設定されている。また、2015年秋クールでは木曜ドラマ枠設定後初のジャニーズ事務所所属タレントの主演作品として、『青春探偵ハルヤ〜大人の悪を許さない!〜』（玉森裕太〈Kis-My-Ft2〉主演）が制作された上、主題歌もジャニーズ事務所所属のアイドルグループが担当した。
また、開始当初はゴールデンタイム・プライムタイムのように期末・期首改編（年末年始除く）の特番での休止となることがほとんどなく、1クール 12 - 13回のシリーズで放送されていたが、2015年夏頃から、この枠で読売テレビ製作のバラエティの特番が編成されることが増えつつある。同年秋は、3週にわたりドラマの放映が休止されている（うち10月2日未明は日本テレビ発信でラグビーワールドカップ中継が放送された）。2016年についても、10月期ドラマ『黒い十人の女』が、FIFAクラブワールドカップ2016ハイライト放送編成などの関係もあり、10月からではなく、前作『遺産相続弁護士 柿崎真一』から間隔を開けずに9月29日深夜から放送を開始、12月2日で最終回を迎えたため、残りの4週はクラブW杯ハイライトとバラエティの特番が放送されていた。なお、全作品とも基本的に初回や最終回での放送時間の拡大は行っていないほか、日テレ系のゴールデン・プライム・ネオプライムタイム枠（19-24時台）における1時間連続ドラマの中では唯一、視覚障害者や弱視者を主ターゲットにした副音声による解説放送も開始当初から行っていない。
当初は23:58 - 翌0:53に放送されていたが、2013年10月3日から放送時間を1分遅らせ、23:59 - 翌0:54に変更された。
2017年10月からは枠名として従前のものに「F」を加えた『木曜ドラマF』（もくようどらまエフ）に変更。「F」の意味については後述。
2020年1月期（1月 - 3月）は、日曜 22:30 - 23:25に放送の『日曜ドラマ』の制作が日本テレビから読売テレビに移管され、本枠についてはこれまで通りに放送となった。10月期（10月 - 12月）は、1月期に続き『日曜ドラマ』の制作が読売テレビの担当となったが、本枠のドラマ枠は一旦休止となり、バラエティ番組『「任意同行」願えますか?』が放送された。
2021年4月からは枠名として「F」はそのままに名称が『モクドラF』に変更された。2022年4月より枠名を『木曜ドラマ』に戻すことになった。
2024年4月からは、これまで「プラチナイト」枠外の金曜深夜（土曜未明）に一部局ローカルセールス扱いで放送されていた『ドラマDEEP』を火曜日第2部枠（水曜〈火曜深夜〉0:24 - 0:54　日本テレビ製作）に編入・ネットワークセールスの番組となるため、「プラチナイト」としては本枠を含めてドラマ枠が週2枠に増える。また2024年10月からは名古屋・中京テレビ放送担当枠の毎週水曜日第2部（木曜〈水曜深夜〉0:29 - 0:54。枠名定めず）で連続ドラマ枠が名古屋のスタジオから生放送されるため、連続ドラマ枠が3日連続で放送されることになった。
そして「プラチナイト」自体の月曜 - 水曜枠が1時間の間に2番組が放送される枠組み（30分枠と25分枠）になったため、「プラチナイト」での1時間番組は当枠のみとなっている。

### 再放送
制作局の読売テレビでは、次回の放送までに放送中の作品の最新話を再放送している。
また、平日10時25分 - 11時25分の枠で過去に放送された作品を再放送することもある。

## 作品リスト

### 2013年
| タイトル                    | 放送期間                 | 主演              | 原作                          | 制作会社                            |
| --------------------------- | ------------------------ | ----------------- | ----------------------------- | ----------------------------------- |
| でたらめヒーロー            | 4月4日 - 6月27日         | 佐藤隆太          |                               | ケイファクトリー                    |
| 町医者ジャンボ!!            | 7月4日 - 9月26日         | 眞木大輔 忽那汐里 | こしのりょう                  | MMJ                                 |
| ハクバノ王子サマ 純愛適齢期 | 10月3日 - 12月27日（金） | 優香              | 朔ユキ蔵 「ハクバノ王子サマ」 | テレビマンユニオン （企画協力）松竹 |

### 2014年
| タイトル                                       | 放送期間                 | 主演                  | 原作                                     | 制作会社               |
| ---------------------------------------------- | ------------------------ | --------------------- | ---------------------------------------- | ---------------------- |
| 慰謝料弁護士〜あなたの涙、お金に変えましょう〜 | 1月9日 - 3月27日         | 田中直樹 （ココリコ） | うえみあゆみ 「慰謝料上手にとれるかな?」 | 吉本興業               |
| トクボウ 警察庁特殊防犯課                      | 4月3日 - 6月26日         | 伊原剛志              | 高橋秀武 「トクボウ 朝倉草平」           | MMJ                    |
| 獣医さん、事件ですよ                           | 7月3日 - 9月19日（金）   | 陣内孝則              |                                          | オスカープロモーション |
| ビンタ!〜弁護士事務員ミノワが愛で解決します〜  | 10月2日 - 12月19日（金） | 松本利夫              | 小川圭 「特攻事務員ミノワ」              | ケイファクトリー       |

### 2015年
| タイトル                                     | 放送期間            | 主演                   | 原作                                      | 制作会社     |
| -------------------------------------------- | ------------------- | ---------------------- | ----------------------------------------- | ------------ |
| 五つ星ツーリスト〜最高の旅、ご案内します!!〜 | 1月8日 - 3月26日    | 渡辺直美               |                                           | 吉本興業     |
| 恋愛時代                                     | 4月2日 - 6月18日    | 比嘉愛未               | 野沢尚                                    | ホリプロ     |
| 婚活刑事                                     | 7月2日 - 9月17日    | 伊藤歩                 | 安道やすみち                              | ザ・ワークス |
| 青春探偵ハルヤ〜大人の悪を許さない!〜        | 10月15日 - 12月24日 | 玉森裕太（Kis-My-Ft2） | 福田栄一 「エンド・クレジットに最適な夏」 | MMJ          |

### 2016年
| タイトル                                    | 放送期間                | 主演       | 原作                          | 制作会社               |
| ------------------------------------------- | ----------------------- | ---------- | ----------------------------- | ---------------------- |
| マネーの天使〜あなたのお金、取り戻します!〜 | 1月7日 - 3月24日        | 小籔千豊   | -                             | 吉本興業               |
| ドクターカー                                | 4月7日 - 6月30日        | 剛力彩芽   | -                             | オスカープロモーション |
| 遺産相続弁護士 柿崎真一                     | 7月7日 - 9月22日        | 三上博史   | -                             | ザ・ワークス           |
| 黒い十人の女                                | 9月29日 - 12月2日（金） | 船越英一郎 | 原案：和田夏十 （市川崑監督） | ホリプロ               |

### 2017年
| タイトル                               | 放送期間                   | 主演                  | 原作                    | 制作会社           |
| -------------------------------------- | -------------------------- | --------------------- | ----------------------- | ------------------ |
| 増山超能力師事務所                     | 1月5日 - 3月23日           | 田中直樹 （ココリコ） | 誉田哲也                | 吉本興業           |
| 恋がヘタでも生きてます                 | 4月6日 - 6月22日           | 高梨臨                | 藤原晶                  | The icon           |
| 脳にスマホが埋められた!                | 7月6日 - 9月14日           | 伊藤淳史              | 鈴木おさむ（企画）      | MMJ                |
| ブラックリベンジ                       | 10月5日 - 12月8日（金）    | 木村多江              |                         | 日テレアックスオン |
| 眠れぬ真珠 ～まだ恋してもいいですか?～ | 12月21日 - 28日（2週連続） | 藤原紀香              | 石田衣良 「眠れぬ真珠」 | ケイファクトリー   |

- この年に限り、10月クールに2作品を放送。

### 2018年
| タイトル                                                         | 放送期間                 | 主演                                         | 原作                                              | 制作会社           |
| ---------------------------------------------------------------- | ------------------------ | -------------------------------------------- | ------------------------------------------------- | ------------------ |
| リピート ～運命を変える10か月～                                  | 1月11日 - 3月15日        | 貫地谷しほり 本郷奏多 ゴリ（ガレッジセール） | 乾くるみ 「リピート」                             | 吉本興業           |
| ラブリラン                                                       | 4月5日 - 6月8日（金）    | 中村アン                                     | 天沢アキ                                          | テレパック         |
| 島耕作シリーズ35周年企画 部長 風花凜子の恋 〜会長島耕作 特別編〜 | 7月5日 - 12日（2週連続） | りょう                                       | 弘兼憲史 「会長 島耕作 特別編 部長 風花凜子の恋」 | R.I.S Enterprise   |
| 探偵が早すぎる（第1シリーズ）                                    | 7月19日 - 9月20日        | 滝藤賢一 広瀬アリス                          | 井上真偽                                          | ホリプロ           |
| ブラックスキャンダル                                             | 10月4日 - 12月7日（金）  | 山口紗弥加                                   |                                                   | 日テレアックスオン |

- この年に限り、7月クールに2作品を放送。

### 2019年
| タイトル                                 | 放送期間                                   | 主演                               | 原作                                                  | 制作会社     |
| ---------------------------------------- | ------------------------------------------ | ---------------------------------- | ----------------------------------------------------- | ------------ |
| 人生が楽しくなる幸せの法則               | 1月10日 - 3月14日                          | 夏菜 高橋メアリージュン 小林きな子 | 山﨑ケイ（相席スタート） 「ちょうどいいブスのススメ」 | 吉本興業     |
| 向かいのバズる家族                       | 4月4日 - 6月6日                            | 内田理央                           | -                                                     | ザ・ワークス |
| わたし旦那をシェアしてた                 | 7月4日 - 9月6日（金）                      | 小池栄子                           | -                                                     | 大映テレビ   |
| チート〜詐欺師の皆さん、ご注意ください〜 | 10月4日（金） - 12月5日                    | 本田翼                             | -                                                     | The icon     |
| 探偵が早すぎる スペシャル                | 12月13日（金） - 12月20日（金）（2週連続） | 滝藤賢一 広瀬アリス                | 井上真偽                                              | ホリプロ     |

- この年に限り、10月クールに2作品を放送。

### 2020年
| タイトル                                 | 放送期間          | 主演     | 原作                                          | 制作会社                        |
| ---------------------------------------- | ----------------- | -------- | --------------------------------------------- | ------------------------------- |
| ランチ合コン探偵〜恋とグルメと謎解きと〜 | 1月9日 - 3月12日  | 山本美月 | 水生大海 「ランチ探偵」                       | 共同テレビ （製作協力）吉本興業 |
| ギルティ〜この恋は罪ですか?〜            | 4月2日 - 8月6日   | 新川優愛 | 丘上あい 「ギルティ〜鳴かぬ蛍が身を焦がす〜」 | テレパック                      |
| おじさんはカワイイものがお好き。         | 8月13日 - 9月10日 | 眞島秀和 | ツトム                                        | 読売テレビ                      |

- この年に限り10月クールは中断し、バラエティ番組『「任意同行」願えますか?』を放送。

### 2021年
| タイトル                                             | 放送期間              | 主演                                                                       | 原作                                              | 制作会社         |
| ---------------------------------------------------- | --------------------- | -------------------------------------------------------------------------- | ------------------------------------------------- | ---------------- |
| 江戸モアゼル〜令和で恋、いたしんす。〜               | 1月7日 - 3月11日      | 岡田結実                                                                   | 江戸キリエ 「江戸モアゼル」                       | 共同テレビ       |
| カラフラブル～ジェンダーレス男子に愛されています。〜 | 4月1日 - 6月4日（金） | 吉川愛 板垣李光人                                                          | ためこう 「ジェンダーレス男子に愛されています。」 | 大映テレビ       |
| イタイケに恋して                                     | 7月1日 - 9月9日       | 渡辺大知 （黒猫チェルシー） 菊池風磨 （Sexy Zone） アイクぬわら （超新塾） | -                                                 | R.I.S Enterprise |
| アンラッキーガール!                                  | 10月7日 - 12月9日     | 福原遥                                                                     | -                                                 | ソケット         |

### 2022年
| タイトル                                           | 放送期間            | 主演                                   | 原作                                  | 制作会社                                |
| -------------------------------------------------- | ------------------- | -------------------------------------- | ------------------------------------- | --------------------------------------- |
| ケイ×ヤク-あぶない相棒-                            | 1月13日 - 3月17日   | 鈴木伸之 犬飼貴丈 栗山千明（特別出演） | 薫原好江 「ケイ×ヤク -あぶない相棒-」 | ギークピクチュアズ （製作協力）吉本興業 |
| 探偵が早すぎる 春のトリック返し祭り（第2シリーズ） | 4月14日 - 6月16日   | 滝藤賢一 広瀬アリス                    | 井上真偽                              | ホリプロ                                |
| オクトー 〜感情捜査官 心野朱梨〜 （Season1）       | 7月7日 - 9月8日     | 飯豊まりえ                             |                                       | （製作協力）AX-ON                       |
| さよならの向う側                                   | 9月22日 - 10月13日  | 上川隆也                               | 清水晴木                              | テレパック                              |
| 5分後に意外な結末                                  | 9月22日 - 10月13日  | 飯尾和樹（ずん） 莉子                  | 桃戸ハル                              | テレビマンユニオン                      |
| Sister                                             | 10月20日 - 12月22日 | 山本舞香 瀧本美織                      | あやぱん（原作） 蜆ツバサ（漫画）     | 大映テレビ                              |

- 『さよならの向う側』と『5分後に意外な結末』は前者が第1部（23:59 - 翌0:29）、後者が第2部（0:29 - 0:54）で放送。

### 2023年
| タイトル                           | 放送期間                | 主演     | 原作   | 制作会社                      |
| ---------------------------------- | ----------------------- | -------- | ------ | ----------------------------- |
| しょうもない僕らの恋愛論           | 1月19日 - 3月23日       | 眞島秀和 | 原秀則 | ザフール （製作協力）吉本興業 |
| 勝利の法廷式                       | 4月13日 - 6月15日       | 志田未来 |        | （製作協力）ホリプロ          |
| 彼女たちの犯罪                     | 7月20日 - 9月22日       | 深川麻衣 | 横関大 | （製作協力）ホリプロ          |
| ブラックファミリア〜新堂家の復讐〜 | 10月6日（金） - 12月7日 | 板谷由夏 |        | （製作協力）ケイファクトリー  |

### 2024年
| タイトル                                    | 放送期間                | 主演       | 原作     | 制作会社                  |
| ------------------------------------------- | ----------------------- | ---------- | -------- | ------------------------- |
| めぐる未来                                  | 1月18日 - 3月22日（金） | 萩原利久   | 辻やもり | ダブ （製作協力）吉本興業 |
| 約束 〜16年目の真実〜                       | 4月11日 - 6月13日       | 中村アン   |          | （製作協力）ホリプロ      |
| クラスメイトの女子、全員好きでした          | 7月11日 - 9月12日       | 木村昴     | 爪切男   | （制作協力）テレパック    |
| オクトー 〜感情捜査官 心野朱梨〜（Season2） | 10月3日 - 12月12日      | 飯豊まりえ |          | （製作協力）AX-ON         |

### 2025年
| タイトル                 | 放送期間              | 主演     | 原作     | 制作会社                        |
| ------------------------ | --------------------- | -------- | -------- | ------------------------------- |
| 私の知らない私           | 1月9日 - 3月20日      | 小野花梨 |          | 泉放送制作 （製作協力）吉本興業 |
| 彼女がそれも愛と呼ぶなら | 4月3日 - 6月6日（金） | 栗山千明 | 一木けい | （制作協力）ザ・ワークス        |
| 恋愛禁止                 | 7月3日 - 9月4日       | 伊原六花 | 長江俊和 | （制作協力）MMJ                 |

## 「F」の意味
前述の通り、2017年10月からは枠名として従前のものに「F」を加えた『木曜ドラマF』（2021年4月からは『モクドラF』）に変更している。「F」はそれぞれのドラマを象徴するキーワードの頭文字となっている。
| タイトル                                             | キーワード                      |
| ---------------------------------------------------- | ------------------------------- |
| ブラックリベンジ                                     | Flaming（炎上）                 |
| 眠れぬ真珠 ～まだ恋してもいいですか?～               | Final love（最後の恋）          |
| リピート ～運命を変える10ヶ月～                      | Fortune（運命）                 |
| ラブリラン                                           | Finding（発見）                 |
| 部長 風花凜子の恋 〜会長島耕作 特別編〜              | 発表なし                        |
| 探偵が早すぎる                                       | Fastest Detective（最速の探偵） |
| ブラックスキャンダル                                 | Fake face（偽りの顔）           |
| 人生が楽しくなる幸せの法則                           | Fabulous life（素敵な人生）     |
| 向かいのバズる家族                                   | Follow me!                      |
| わたし旦那をシェアしてた                             | Fightingミステリー              |
| チート〜詐欺師の皆さん、ご注意ください〜             | Fraud（詐欺師・偽物）           |
| 探偵が早すぎる スペシャル                            | 発表なし                        |
| ランチ合コン探偵〜恋とグルメと謎解きと〜             | Fusion（合コン×グルメ×謎解き）  |
| ギルティ〜この恋は罪ですか?〜                        | FALSITY（裏切り）               |
| おじさんはカワイイものがお好き。                     | Favorite（推し）                |
| 江戸モアゼル〜令和で恋、いたしんす。〜               | Flowery Love（花のような恋）    |
| カラフラブル～ジェンダーレス男子に愛されています。〜 | Freedom（自由）                 |
| イタイケに恋して                                     | Funny guys（イタかわ男子）      |
| アンラッキーガール!                                  | fortune                         |

## スポンサー
ドラマの前半部にはタイムスポンサーが120秒付いており、作品によってそのスポンサーとのコラボレーションによるインフォマーシャルが放送されている。

## ネット局
- 全局とも、同時ネット。[注 14]

| 放送対象地域   | 放送局                       | 系列                                         | 放送日時            |
| -------------- | ---------------------------- | -------------------------------------------- | ------------------- |
| 近畿広域圏     | 読売テレビ（ytv） 【制作局】 | 日本テレビ系列                               | 木曜 23:59 - 翌0:54 |
| 北海道         | 札幌テレビ（STV）            | 日本テレビ系列                               | 木曜 23:59 - 翌0:54 |
| 青森県         | 青森放送（RAB）              | 日本テレビ系列                               | 木曜 23:59 - 翌0:54 |
| 岩手県         | テレビ岩手（TVI）            | 日本テレビ系列                               | 木曜 23:59 - 翌0:54 |
| 宮城県         | ミヤギテレビ（MMT）          | 日本テレビ系列                               | 木曜 23:59 - 翌0:54 |
| 秋田県         | 秋田放送（ABS）              | 日本テレビ系列                               | 木曜 23:59 - 翌0:54 |
| 山形県         | 山形放送（YBC）              | 日本テレビ系列                               | 木曜 23:59 - 翌0:54 |
| 福島県         | 福島中央テレビ（FCT）        | 日本テレビ系列                               | 木曜 23:59 - 翌0:54 |
| 関東広域圏     | 日本テレビ（NTV）            | 日本テレビ系列                               | 木曜 23:59 - 翌0:54 |
| 山梨県         | 山梨放送（YBS）              | 日本テレビ系列                               | 木曜 23:59 - 翌0:54 |
| 新潟県         | テレビ新潟（TeNY）           | 日本テレビ系列                               | 木曜 23:59 - 翌0:54 |
| 長野県         | テレビ信州（TSB）            | 日本テレビ系列                               | 木曜 23:59 - 翌0:54 |
| 静岡県         | 静岡第一テレビ（SDT）        | 日本テレビ系列                               | 木曜 23:59 - 翌0:54 |
| 富山県         | 北日本放送（KNB）            | 日本テレビ系列                               | 木曜 23:59 - 翌0:54 |
| 石川県         | テレビ金沢（KTK）            | 日本テレビ系列                               | 木曜 23:59 - 翌0:54 |
| 福井県         | 福井放送（FBC）              | 日本テレビ系列                               | 木曜 23:59 - 翌0:54 |
| 中京広域圏     | 中京テレビ（CTV）            | 日本テレビ系列                               | 木曜 23:59 - 翌0:54 |
| 鳥取県・島根県 | 日本海テレビ（NKT）          | 日本テレビ系列                               | 木曜 23:59 - 翌0:54 |
| 広島県         | 広島テレビ（HTV）            | 日本テレビ系列                               | 木曜 23:59 - 翌0:54 |
| 山口県         | 山口放送（KRY）              | 日本テレビ系列                               | 木曜 23:59 - 翌0:54 |
| 徳島県         | 四国放送（JRT）              | 日本テレビ系列                               | 木曜 23:59 - 翌0:54 |
| 香川県・岡山県 | 西日本放送（RNC）            | 日本テレビ系列                               | 木曜 23:59 - 翌0:54 |
| 愛媛県         | 南海放送（RNB）              | 日本テレビ系列                               | 木曜 23:59 - 翌0:54 |
| 高知県         | 高知放送（RKC）              | 日本テレビ系列                               | 木曜 23:59 - 翌0:54 |
| 福岡県         | 福岡放送（FBS）              | 日本テレビ系列                               | 木曜 23:59 - 翌0:54 |
| 長崎県         | 長崎国際テレビ（NIB）        | 日本テレビ系列                               | 木曜 23:59 - 翌0:54 |
| 熊本県         | くまもと県民テレビ（KKT）    | 日本テレビ系列                               | 木曜 23:59 - 翌0:54 |
| 鹿児島県       | 鹿児島読売テレビ（KYT）      | 日本テレビ系列                               | 木曜 23:59 - 翌0:54 |
| 大分県         | テレビ大分（TOS）            | 日本テレビ系列 フジテレビ系列                | 木曜 23:59 - 翌0:54 |
| 宮崎県         | テレビ宮崎（UMK）            | フジテレビ系列 日本テレビ系列 テレビ朝日系列 | 木曜 23:59 - 翌0:54 |

### ネット配信
| 配信元    | 更新日時       | 備考                                 |
| --------- | -------------- | ------------------------------------ |
| ytv MyDo! | 金曜 0:54 更新 | 最新話限定で無料配信                 |
| TVer      | 金曜 0:54 更新 | 最新話限定で無料配信                 |
| GYAO!     | 金曜 1:00 更新 | 最新話限定で無料配信                 |
| hulu      | 更新時間不明   | 有料会員は、全話見放題               |
| U-NEXT    | 毎週土曜日更新 | 有料会員は、一部作品を除き全話見放題 |